# Sauvian
Sauvian este o comună în departamentul Hérault din sudul Franței. În 2009 avea o populație de 4.101 de locuitori.

## Evoluția populației
| An        | 1975  | 1982  | 1990  | 1999  | 2006  | 2009  |
| --------- | ----- | ----- | ----- | ----- | ----- | ----- |
| Populație | 1.134 | 2.030 | 3.178 | 3.558 | 4.109 | 4.101 |